# الراشد (أسماء الله الحسنى)
الراشدْ

## لغويا
| الراشد (أسماء الله الحسنى) | الراشد عكسه الهبث | الراشد (أسماء الله الحسنى) |

تأتي بمعني العاقل وتأتي بمعني البلوغ الكبير ضد الصغير. وتأتي بمعنى القدير، والخبير، ذو كفاءة، الذي بلغ سن الرشد والإدراك.
(والرُّشْد): بالضّم: الاستقامةُ على طَريق الحَقِّ مَعَ تَصَلُّبٍ فِيهِ، والرَّشيدُ فِي صِفَات الله تَعَالَى الْهَادِي إِلى سَواءِ الصِّراط، فَعيل بِمَعْنى مُفْعِل.
قال ابن الأثير: ‌الراشد: اسم فاعل، من رشد يرشد رشداً، ورشد يرشد رشداً، وأرشدته أنا. والرشد: خلاف الغي.
وقال أيضاً: في أسماء الله تعالى «الرشيد» هو الذي أرشد الخلق إلى مصالحهم: أي هداهم ودلهم عليها، فعيل بمعنى مفعل. وقيل هو الذي تنساق تدبيراته إلى غاياتها على سنن السداد، من غير إشارة مشير ولا تسديد مسدد.
قال ابن قيم الجوزية: والغاوي ضد ‌الراشد.
الرّاشِدُ : المستقيم عل طريق الحقّ مع تصلب فيه.
ومنه: الخلفاء الراشدون.

## أسماء الله الحسني
قال الله تعالى :{فَلْيَسْتَجِيبُوا لِي وَلْيُؤْمِنُوا بِي لَعَلَّهُمْ يَرْشُدُونَ} ".
كما يذكر الرازي على وجهين أولهما أن الراشد الذي له الرشد ويرجع حاصله إلى أنه حكيم ليس في أفعاله هبث ولا باطل، وثانيهما إرشاد الله يرجع إلى هدايته، والله سبحانه الرشيد المتصف بكمال الكمال عظيم الحكمة بالغ الرشاد وهو الذي يرشد الخلق ويهديهم إلى ما فيه صلاحهم ورشادهم في الدنيا وفي الآخرة، لا يوجد سهو في تدبيره ولا تقديره، وفي سورة الكهف (من يهد الله فهو المهتد ومن يضلل الله فلن تجد له وليا مرشدا)،
- وينبغى للإنسان مع ربه الرشيد أن يحسن التوكل على ربه حتى يرشده، ويفوض أمره بالكلية اليه وأن يستجير به كل شغل ويستجير به في كل خطب، كما أخبر الله عن موسى عليه السلام بقوله تعالى (ولما توجه تلقاء مدين قال عسى ربى أن يهدينى سواء السبيل) وهكذا ينبغى للعبد إذا أصبح أن يتوكل على ربه وينتظر ما يرد على قلبه من الإشارة فيقضى أشغاله ويكفيه جميع أموره